# ユニオンエタニティ
ユニオンエタニティ株式会社は、大阪府大阪市西区に本社を構える、廃車買取サービス「ハイシャル」、中古車フリマサイト「クリマ」、車陸送サービス「車陸送.com」の事業展開を行う企業。

## 企業概要
2016年5月に創業。実車査定を行わず電話やメールで買取り依頼が完了する非対面型の廃車買取サービス「ハイシャル」を運営している。
他にも、個人間でも手軽に中古車を売買できるサービスサイト「クリマ」や、車の陸送を専門とする「車陸送.com」を運営している。
社名の由来は、「ユニオン」＝人と人のつながりを大事にし、「エタニティ」＝永遠に成長し続ける、という意味に由来している。

## 事業内容
- 廃車買取事業
- 車両輸送事業
- 中古車個人売買事業
- 農機具買取事業

## 沿革
- 2016年6月-廃車買取サービス「ハイシャル」のサービス開始
- 2018年1月-LINE査定のサービス開始
- 2018年10月-本社移転（大阪府大阪市中央区）
- 2019年9月-中古車フリマサイト「クリマ」のサービス開始
- 2019年10月-台風15号・19号の被害車両への支援
- 2020年10月-立命館大学との共同プロジェクト開始
- 2020年10月-第三者割当増資による資金調達を実施[1]
- 2020年12月-ワイズ原田とアライアンス合意[2]
- 2021年1月-自動車プレゼントで3密回避を呼びかけ